# Malyj Šantar
Malyj Šantar (in russo Малый Шантар; in italiano "piccola Šantar") è un'isola della Russia nel mare di Okhotsk che fa parte dell'arcipelago delle isole Šantar. Amministrativamente appartiene al Tuguro-Čumikanskij rajon del kraj di Chabarovsk, nel Circondario federale dell'Estremo Oriente.

## Geografia
Malyj Šantar è situata a 8 km dalla punta meridionale di Bol'šoj Šantar. L'isola con la sua superficie di 100 km² è la terza isola dell'arcipelago in ordine di grandezza, dopo Bol'šoj Šantar e l'isola di Feklistov. Si estende da nord a sud per una lunghezza di 19 km e ha vagamente la forma di un pesce. La sua larghezza varia dai 1,5 ai 6 km, la sua altezza massima è di 224 m s.l.m. L'isola è separata dalla penisola di Tugur dallo stretto di Lindgol'm (пролив Линдгольма). A sud-est lo stretto Opasnyj (пролив Опасны) la separa dall'isola Beličij. La punta settentrionale dell'isola si chiama capo Uspenija (мыс Успения), quella più meridionale capo Gajkovskogo (мыс Гайковского). La sua vegetazione è quella tipica della taiga.
Assieme ad altre isole dell'arcipelago è inclusa nella Riserva naturale statale «isole Shantar» (Национа́льный парк «Шанта́рские острова́»).